# Svensk-albanska föreningen
Svensk-albanska föreningen är en svensk förening. Den var under Albaniens kommunistiska period prokommunistisk och regimvänlig. Föreningen gav ut Svensk-albanska föreningens bulletin. 
Det finns fortfarande år 2007 en förening med samma namn, som bland annat verkar opinionsbildande i Kosovofrågan. Dess politiska position är okänd, liksom huruvida det är samma förening som den prokommunistiska, eller en nystartad förening med samma namn